# Forcipomyia brunnea
Forcipomyia brunnea är en tvåvingeart som beskrevs av Meillon och Downes 1986. Forcipomyia brunnea ingår i släktet Forcipomyia och familjen svidknott. Inga underarter finns listade i Catalogue of Life.